# Scarlets
Die Scarlets (bis 2008 Llanelli Scarlets genannt) sind eine seit 2003 bestehende professionelle Rugby-Union-Mannschaft aus der walisischen Stadt Llanelli. Sie spielen in der internationalen Meisterschaft United Rugby Championship sowie im englisch-walisischen Pokalwettbewerb Anglo-Welsh Cup. Die Heimspiele werden im Parc y Scarlets ausgetragen.

## Geschichte
Bis zur Saison 2003/04 war der walisische Rugby in einer typischen Ligenpyramide gegliedert, mit neun professionellen Vereinen in der obersten Liga. Das System ähnelte somit der English Premiership und der Top 14 in Frankreich. Allerdings erwies sich der walisische Markt als zu klein für neun Profimannschaften. Daraufhin begannen die neun Profi-Vereine, sich zu regionalen Mannschaften zusammenzuschließen. In der Region Llanelli waren dies der Llanelli RFC, der Carmarthen RFC, der Llandovery RFC und der Narberth RFC. Die Amateur- und Juniorenmannschaften dieser Vereine firmieren weiterhin unter ihren ursprünglichen Bezeichnungen.
Die erste Saison der Llanelli Scarlets, deren Kader hauptsächlich aus Spielern des Llanelli RFC bestand, verlief äußerst erfolgreich. Sie erreichten das Viertelfinale des europäischen Pokalwettbewerbs Heineken Cup (heute European Rugby Champions Cup) und errangen den Meistertitel in der Celtic League (heutige United Rugby Championship). 2005 schafften die Scarlets die Qualifikation für den Heineken Cup nicht, stießen aber im EDF Energy Cup, bei dem erstmals walisische Mannschaften zugelassen waren, ins Finale vor, wo sie den London Wasps unterlagen. Im Heineken Cup 2006/07 gewannen die Scarlets sämtliche Spiele der Gruppenphase, verloren dann aber im Halbfinale gegen die Leicester Tigers. In der Saison 2012/13 stießen sie ins Halbfinale der Pro12 vor, wo sie Ulster unterlagen. 2017 gewannen die Scarlets den Meistertitel in dieser Liga, 2018 verloren sie im Finale gegen Leinster.

## Regionale Aufteilung

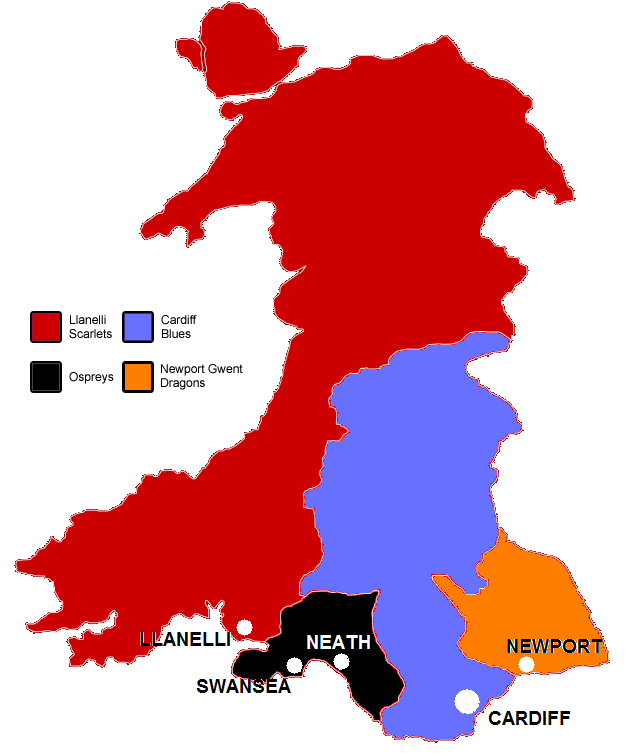
Walisische Rugby-Regionen

Der professionelle Rugby in Wales basiert auf vier Franchises, die im Besitz des Verbandes Welsh Rugby Union sind und ein bestimmtes Gebiet abdecken. Das Franchise der Llanelli Scarlets umfasst den gesamten Westen und Norden von Wales. Die Llanelli Scarlets dürfen sämtliche Spieler, die bei Vereinen in diesem Gebiet spielen, in ihren Kader aufnehmen.

## Stadion
Die meisten Heimspiele der Scarlets werden im Parc y Scarlets in Llanelli ausgetragen, dem Heimstadion des Llanelli RFC. Mehrmals pro Jahr finden jedoch einige Heimspiele im Racecourse Ground in Wrexham statt, um den Norden von Wales besser zu repräsentieren. Bis 2008 spielte die Mannschaft im Stradey Park.

## Erfolge
- United Rugby Championship: Meister 2004, 2017
- Heineken Cup / European Rugby Champions Cup: Halbfinalist 2007, 2018
- EDF Energy Cup: Halbfinalist 2006

## Spieler

Altes Logo bis 2008

### Aktueller Kader
Der Kader für die Saison 2019/20:
| Spieler         | Position                    |
| --------------- | --------------------------- |
| Dylan Evans     | Pfeiler                     |
| Rob Evans       | Pfeiler                     |
| Rhys Fawcett    | Pfeiler                     |
| Simon Gardiner  | Pfeiler                     |
| Alex Jeffries   | Pfeiler                     |
| Wyn Jones       | Pfeiler                     |
| Werner Kruger   | Pfeiler                     |
| Samson Lee      | Pfeiler                     |
| Phil Price      | Pfeiler                     |
| Javan Sebastian | Pfeiler                     |
| Steffan Thomas  | Pfeiler                     |
| Taylor Davies   | Hakler                      |
| Ryan Elias      | Halker                      |
| Dafydd Hughes   | Halker                      |
| Marc Jones      | Halker                      |
| Ken Owens       | Halker                      |
| Jake Ball       | Zweite-Reihe-Stürmer        |
| Steve Cummins   | Zweite-Reihe-Stürmer        |
| Danny Drake     | Zweite-Reihe-Stürmer        |
| Josh Helps      | Zweite-Reihe-Stürmer        |
| Ed Kennedy      | Zweite-Reihe-Stürmer        |
| Sam Lousi       | Zweite-Reihe-Stürmer        |
| Blade Thomson   | Zweite-Reihe-Stürmer        |
| Uzair Cassiem   | Flügelstürmer / Nummer Acht |
| James Davies    | Flügelstürmer / Nummer Acht |
| Dan Davis       | Flügelstürmer / Nummer Acht |
| Shaun Evans     | Flügelstürmer / Nummer Acht |
| Josh Macleod    | Flügelstürmer / Nummer Acht |
| Tom Phillips    | Flügelstürmer / Nummer Acht |
| Lewis Rawlins   | Flügelstürmer / Nummer Acht |
| Aaron Shingler  | Flügelstürmer / Nummer Acht |

| Spieler          | Position         |
| ---------------- | ---------------- |
| Dane Blacker     | Gedrängehalb     |
| Gareth Davies    | Gedrängehalb     |
| Jonathan Evans   | Gedrängehalb     |
| Kieran Hardy     | Gedrängehalb     |
| Dan Jones        | Verbindungshalb  |
| Angus O’Brien    | Verbindungshalb  |
| Rhys Patchell    | Verbindungshalb  |
| Paul Asquith     | Innendreiviertel |
| Jonathan Davies  | Innendreiviertel |
| Kieran Fonotia   | Innendreiviertel |
| Steffan Hughes   | Innendreiviertel |
| Ioan Nicholas    | Innendreiviertel |
| Hadleigh Parkes  | Innendreiviertel |
| Corey Baldwin    | Außendreiviertel |
| Ryan Conbeer     | Außendreiviertel |
| Steffan Evans    | Außendreiviertel |
| Tom James        | Außendreiviertel |
| Johnny McNicholl | Außendreiviertel |
| Leigh Halfpenny  | Schlussmann      |
| Tomi Lewis       | Schlussmann      |
| Tom Prydie       | Schlussmann      |
| Morgan Williams  | Schlussmann      |

### British and Irish Lions
Die folgenden Spieler wurden für die British and Irish Lions nominiert.
| Tour | Spieler                          |
| ---- | -------------------------------- |
| 2005 | Simon Easterby                   |
| 2005 | Dwayne Peel                      |
| 2009 | Stephen Jones                    |
| 2009 | Matthew Rees                     |
| 2013 | Jonathan Davies                  |
| 2013 | George North                     |
| 2017 | Jonathan Davies (2. Nominierung) |
| 2017 | Ken Owens                        |
| 2017 | Liam Williams                    |